# Étienne Dereims
Étienne Dereims, né à Montpellier le 26 avril 1845 et mort à Paris le 26 mars 1904, est un chanteur lyrique français, ténor à l'Opéra de Paris.

## Biographie

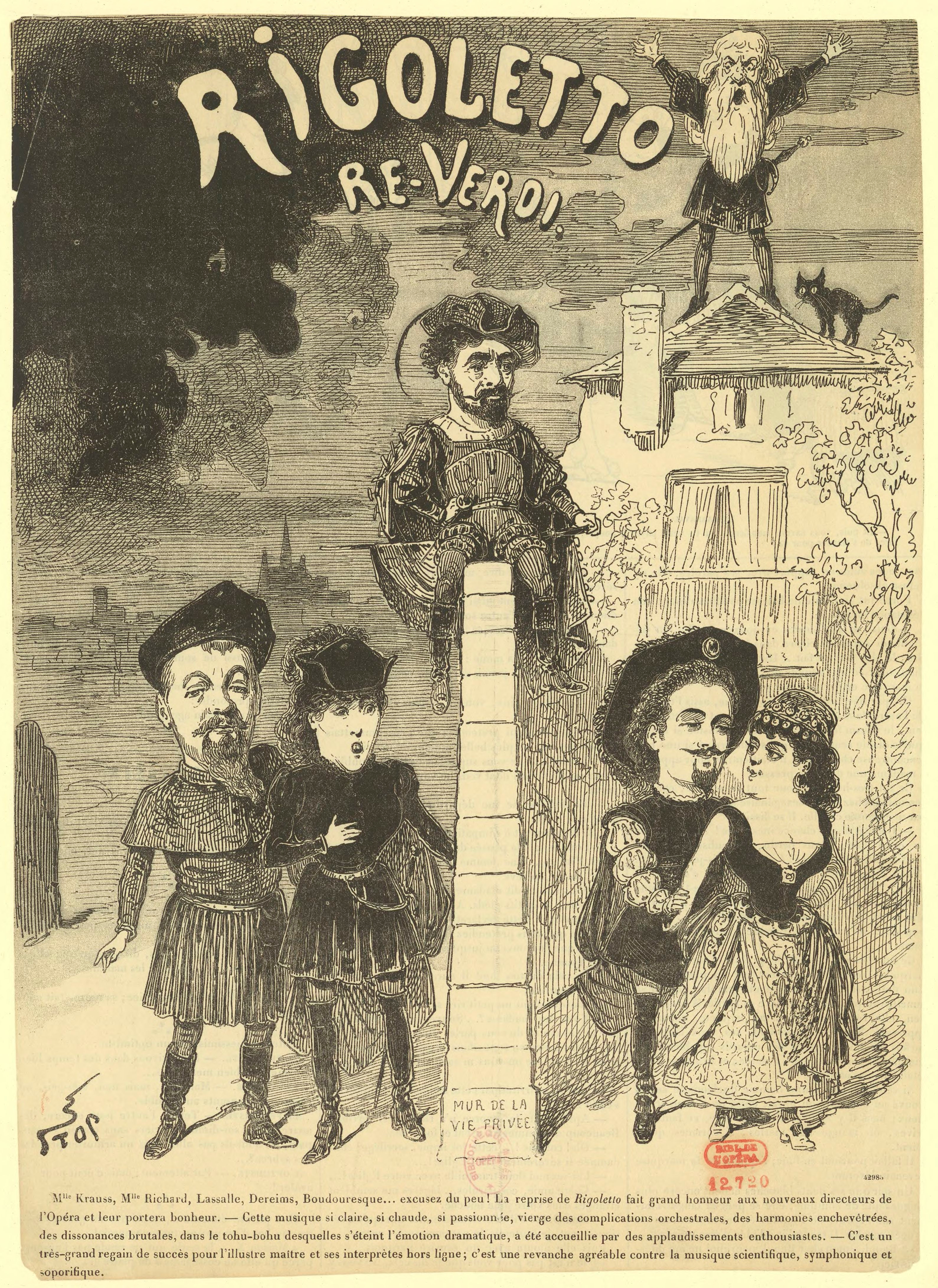
Dessin humoristique de Stop, 1885, Rigoletto re-Verdi, Étienne Dereims dans le rôle titre.

Il naît à Montpellier, montre des dispositions au chant et, encouragé par l'exemple d'un cousin chanteur d'opéra, il suit des cours de chants. Lors du passage à Montpellier d'Ambroise Thomas en inspection pour le Conservatoire de Paris, il lui est présenté et, après une audition, il lui est proposé le concours d'entrée, mais âgé de 20 ans, il doit d'abord effectuer son service militaire. Reçu au conservatoire, il doit encore interrompre sa formation à cause de la guerre franco-prussienne de 1870, il est fait prisonnier à Verdun. 
Enfin en 1873, il sort du conservatoire avec un premier prix et est engagé au théâtre de l'Athénée où il chante dans Le Barbier de Séville avec succès. Il poursuit sa carrière à Marseille, Barcelone et Lisbonne. En 1877 il revient à Paris à l'Opéra-Comique puis est engagé à l'Opéra de Paris.